# Xaddàdides
Els xaddàdides (àrab: الشداديون, ax-xaddādiyyūn) van ser una dinastia que va governar a Gandja i a Dvin, i a una part d'Armènia, i més tard una branca d'ells a Aní. Probablement eren d'origen kurd, tot i que van portar alguns noms daylamites, però també hi predominaven els noms armenis.
Cap a l'any 951 apareix un aventurer de nom Muhàmmad ibn Xaddad que es va apoderar de Dvin mentre l'ostikan, el musafírida de l'Azerbaidjan Marzuban ibn Muhammad estava absent, en lluita contra diversos enemics (els russos, els kurds, els hamdànides, grups daylamites, i sobretot els buwàyhides que finalment el van fer presoner). No la va dominar molt de temps i es va refugiar a Baspracània.
Però el seu fill Laixkarí es va apoderar de Gandja el 971 i més tard va estendre el seu poder a Shamkor, Coltene i Bardaa. Va morir l'any 978 o el 979 i el va succeir el seu germà Marzuban que va tenir un regnat d'uns set anys. A Marzuban el va succeir el seu germà Fadl I (986-1031), que va conquistar alguns territoris als prínceps armenis i va ocupar Dvin el 1022 i també el Shakshen o país dels Sevordiq a l'oest de Shamkor. Als voltants de l'any 1011, Bagrat III l'unificador de Geòrgia va decidir castigar un atac de l'emir xaddàdida a l'Herècia i va demanar la col·laboració de Gaguik I d'Armènia. Van passar pel regne de Taixir o Lorí, i van entrar als dominis de Fadl I (Fadlun). Els armenis i georgians van assetjar Shamkor al nord-oest de Gandja. A punt de prendre-la, Fadlun va demanar la pau i va oferir a Bagrat de pagar-li el kharaj (tribut) vitalíciament i de combatre a les seves guerres. Va combatre també contra David Anholin de Taixir o Lorí però va ser derrotat a la vora del Kura. El 1027 va construir un pont a l'Araxes per preparar una incursió contra el rawwàdides que no es va portar a terme. Va morir entre els anys 1030 i 1031 en lluita contra els khàzars, segons les cròniques, però en realitat probablement eren els georgians.
El següent emir va ser Abu-l-Fat·h Mussa (1031-1034) i el va seguir Alí Laixkarí ibn Fadl (1034-1049). Cap al 1046 Gandja va ser atacada pel turc seljúcida Kutlumuix ibn Arslan Israïl. El 1049 els oghuz van tornar a Gandja i la van assetjar, i es va aconseguir lliurar per l'oportuna arribada de forces romanes d'Orient i georgianes. El va succeir el seu fill Anuixirvan.
Abu-l-Aswar, germà de Laixkarí, va rebre el govern de Dvin el 1022 com emir vassall de Fadl I. El 1044 va conquistar, aliat als romans d'Orient, part del regne d'Aní, fortaleses que segons l'aliança s'havia de quedar, però que els romans d'Orient el van obligar a retornar el 1046. L'any 1049 va enderrocar a son parent Anuixirvan de Gandja i va reunir altre cop els dos emirats. Casat amb una germana del rei David Anholin, va tenir un fill de nom Asoci, però va lluitar sovint contra els armenis. El 1054 es va haver de declarar vassall de Toghril Beg. Va morir el 1067 i el va succeir el seu fill Fadl II que va ser fet presoner pels georgians i Arran va passar al xirvanxah Fariburz ibn Salar. L'any següent el general eunuc Sawtigin (dels seljúcides) va anar a Arran i va trobar una família dividida però Fadl II ja tornava a governar. El 1073 el va succeir Fadl III. El 1075 Sawtigin hi va tornar i va deposar Fadl III i els seus dominis annexats a l'Imperi Seljúcida.
L'any 1064 el seljúcida Alp Arslan va entrar a Aní i probablement va donar el govern al xaddàdida Manuixihr ibn Abi-l-Aswar que va morir potser el 1118. Va governar també a Dvin fins al 1104. Va combatre als ortúkides (Ilghazi de Mardin) i els seus vassalls (com Kizil Arslan al-Sabu (‘el Lleó vermell’) de la regió al sud del llac Van. El seu fill Abu-l-Aswar Xàwur II el va succeir; el rei georgià David va ocupar Aní, però el seu fill Fadl III la va recuperar així com Dvin i Gandja. Va morir el 1130 i Aní va tornar als georgians el 1161, expulsant a Fadl IV ibn Mahmud ibn Manuixihr, i poc després també van saquejar Dvin i Gandja. Ilghazi de Mardin va ocupar Aní el 1164 i va retornar el seu govern als xaddàdides (Xahanxah ibn Mahmud ibn Manuixihr) però el 1174 o 1175 els georgians van tornar a ocupar la ciutat. Després d'això els xaddàdides van desaparèixer de la història.

## Llista d'emirs a Dvin i Gandja[2][1]
- Muhàmmad ibn Xaddad (a Dvin) 951-954
- Laixkarí ibn Muhàmmad (a Gandja) 971-9
- Marzuban ibn Muhàmmad 979-986
- Fadl o Fadlun I 986-1031
- Abu-l-Fat·h Mussa 1031-1034
- Alí Laixkarí ibn Fadl 1034-1049
- Anuixirvan 1049
- Abu-l-Aswar Xàwur I (a Dvin 1022-1049) 1049-1067 (a Gandja)
- Fadl o Fadlun II 1067-1073
- Fadl o Fadlun III 1073-1075
- Annexió seljúcida 1075

## Llista d'emirs a Aní[2][1]
- Manuixihr ibn Abi-l-Aswar 1064-1118 (a Dvin també fins al 1104)
- Abu-l-Aswar Xàwur II 1118 fins potser el 1122
- Fadl III vers 1122-1130 (també a Dvin)
- Mahmud ibn Manuixihr 1130-?
- Fadl IV ?-1161
- A Geòrgia 1161-1164
- Ilghazi de Mardin 1164
- Xahanxah ibn Mahmud ibn Manuixihr 1164-1174 o 1175
- A Geòrgia 1174 o 1175.